# Рустем, Ян
Ян Ру́стем (Иван Францевич Рустем; арм. Յան Ռուստամ, пол. Jan Rustem, бел. Ян Рустэм, лит. Jonas Rustemas; ок. 1762, Константинополь — 9 (21) июня 1835, Дукштяляй, ныне Игналинский район) — живописец и педагог армянского происхождения, творчество которого тесно связано с художественной жизнью входивших в состав Российской империи территорий Литвы, Беларуси и Польши.

## Биография
Ян Рустем был сиротой армянского происхождения из Константинополя. Десятилетний сирота был привезён в 1774 году из Константинополя князем Адамом Казимиром Чарторыйским. На его средства воспитывался и учился изобразительному искусству сначала в Варшаве у Я. П. Норблина и М. Баччарелли, позднее в Германии (1788—1789). По возвращении работал художником в театре Михаила Казимира Огинского в Слониме
С 1798 года преподавал в Главной виленской школе, в 1803 преобразованной в императорский Виленский университет, сначала в качестве адъюнкта при профессоре Франциске Смуглевиче. После смерти Смуглевича (1807) Рустем стал профессором и заведовал Виленской художественной школой при университете.

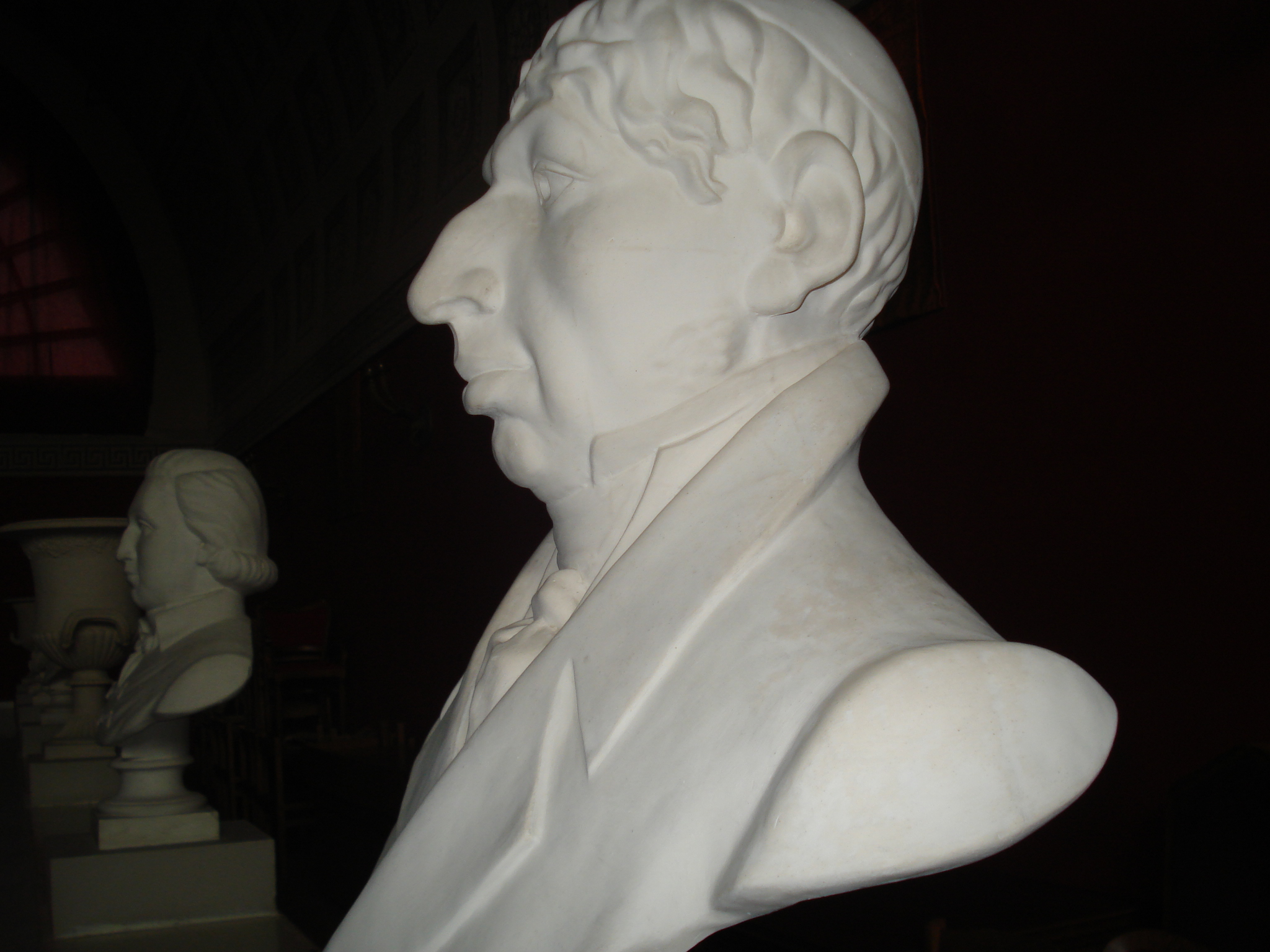
Бюст Рустема на галерее аулы Вильнюсского университета

Среди его учеников стали известными художниками Казимир Бахматович, Валентий Ванькович, Ян Дамель, Юзеф Озембловский, Юзеф Олешкевич, Наполеон Орда, Адам Шемеш, Тарас Шевченко. К наиболее одарённым учеников Рустема относят Канута Русецкого.
В 1820 году организовал первую в Литве выставку изобразительного искусства, на которой были представлены работы его учеников.
Состоял в масонской ложе.
Умер в имении Пушки под Дукштами, где и похоронен.

## Творчество
В ранних работах отчётливо влияние французского классицизма, позднее в его произведениях появляются черты романтизма. Писал автопортреты и портреты (Томаша Зана, Яна Снядецкого, Анджея Снядецкого), жанровые сцены в духе раннего романтизма («Турок с конём», «Бабушка и внучка»), акварели и рисунки из городской и сельской жизни с использованием различных техник.
Произведения хранятся в музеях Германии, Литвы, Беларуси и Польши.

## Галерея

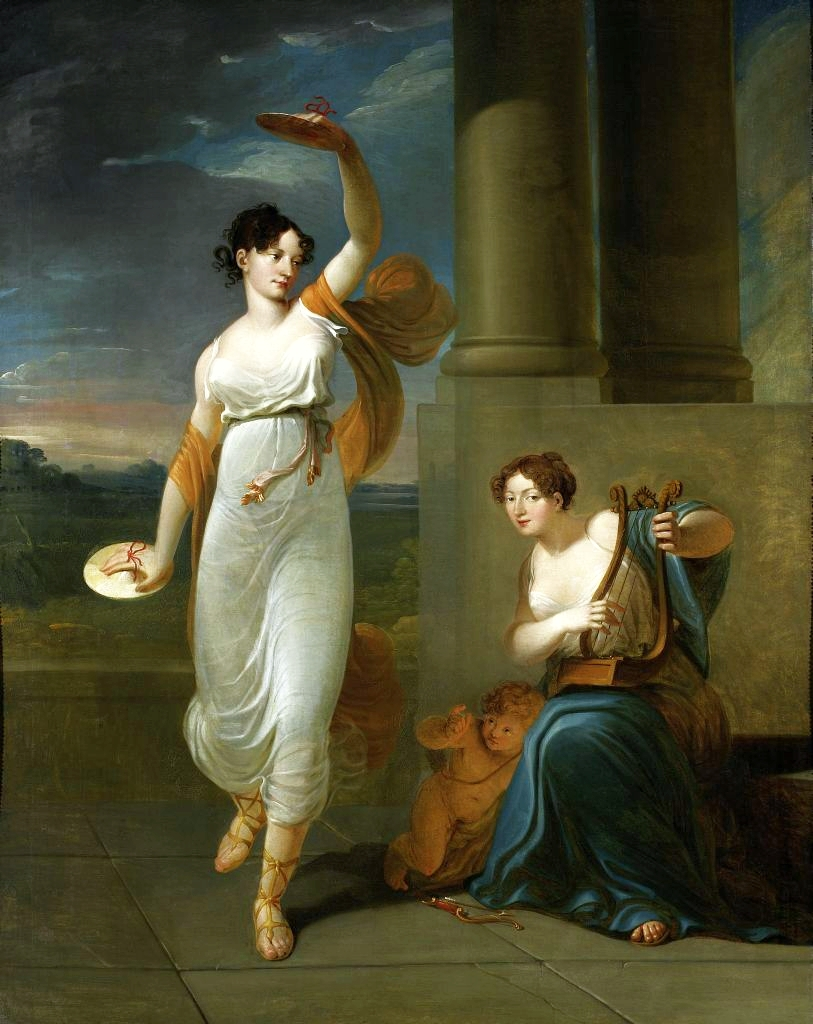
Мария Мирская, Адам Наполеон Мирский и Барабара Шумская (ок. 1808)
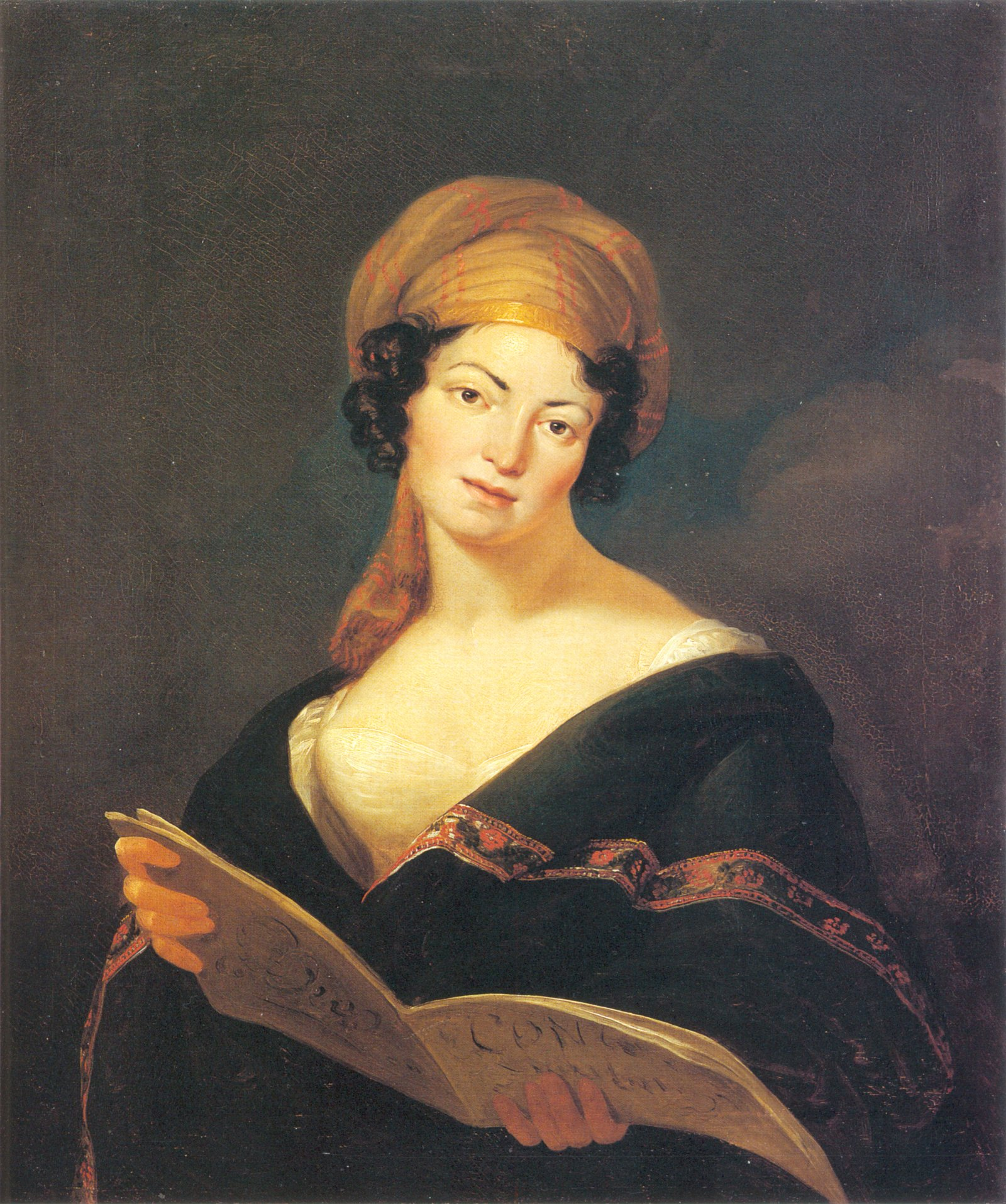
Кристина Франк (ок. 1819)
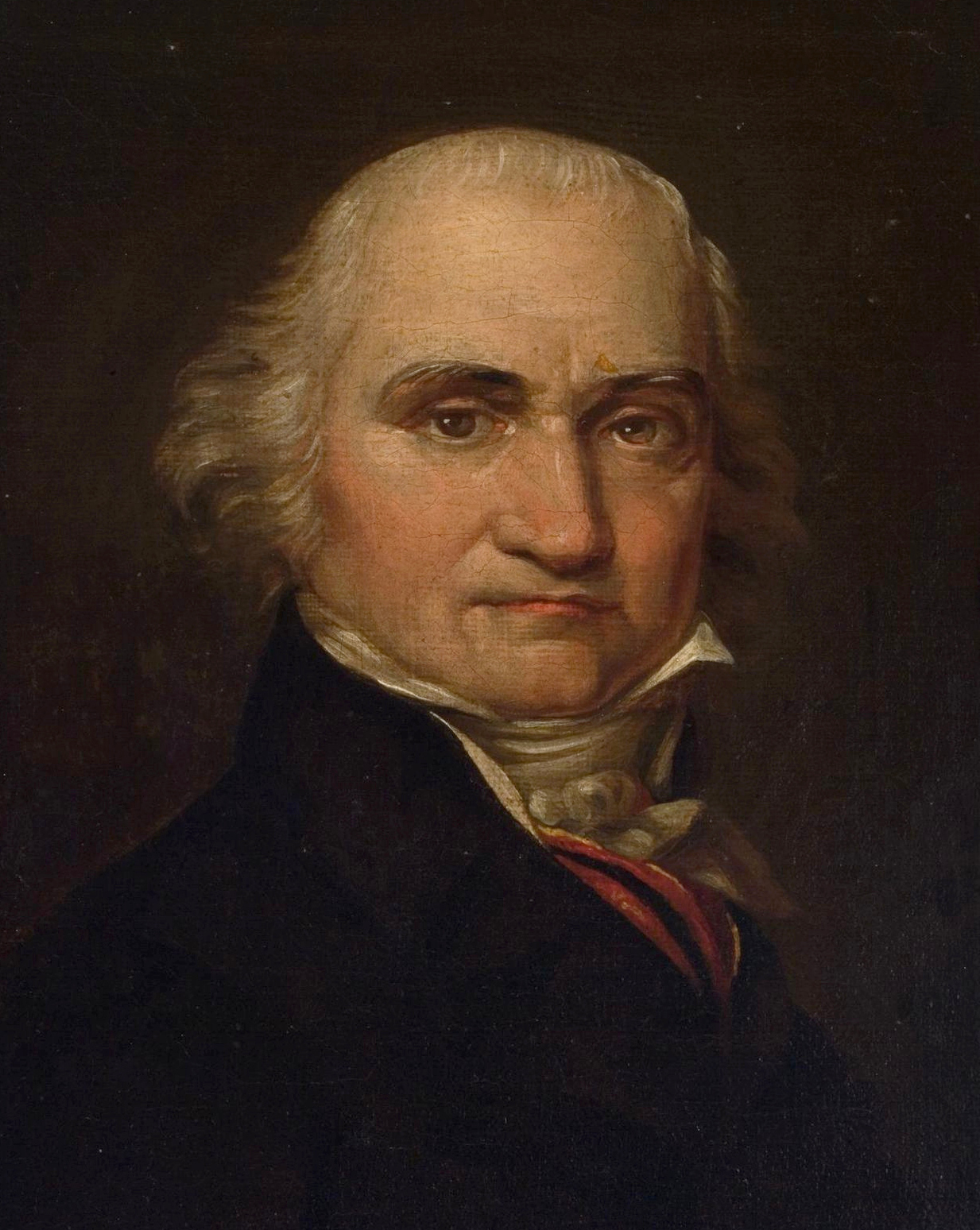
Ян Снядецкий (1823)
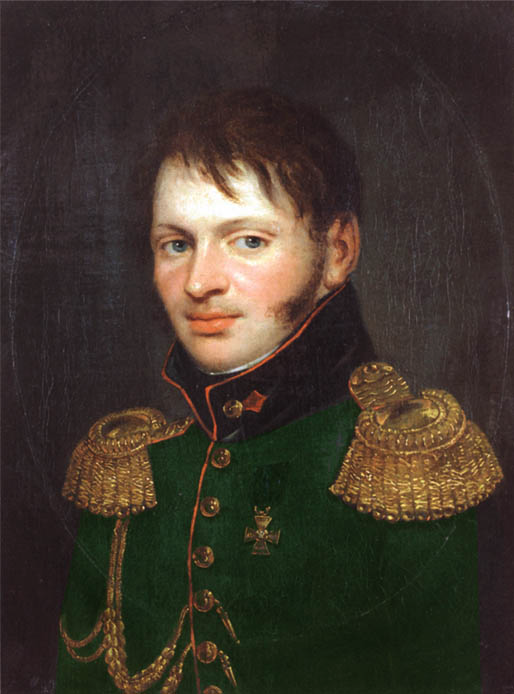
Портрет Ю. Хуртига